# Agave avellanidens
Espèce
Agave avellanidens est une espèce de plante de la famille des Asparagaceae (sous-famille des Agavoideae) et du genre des Agaves.

## Description
Plante succulente à croissance lente, Agave avellanidens se présente sous la forme d'une rosette relativement ouverte de 1,5 m de diamètre, avec des feuilles vert-gris à vert, charnues et légèrement lancéolées, munies d'une rangée d'épines, rougeâtres (jeunes) à noirâtres (plus âgées) sur leurs marges cornées et se finissant par une épine terminale de 3 à 4 cm. Elles mesurent jusqu'à environ 120 cm de longueur. De manière occasionnelle, la plante produit une remarquable hampe florale multi-branchée pouvant mesurer jusqu'à 3 à 4 mètres de hauteur avec des fleurs jaunes.
L'espèce est récoltée pour la première fois en 1899 en Basse-Californie au Mexique mais a été décrite comme espèce à part entière en 1911 par le botaniste américain William Trelease.

## Distribution et habitat
L'espèce est originaire des zones arides du nord-ouest du Mexique principalement dans l'État de Basse-Californie.

## Synonymes et variétés
L'espèce ne présente pas de synonyme.